# Морис Роне
Морис Роне (на френски: Maurice Ronet) е френски актьор и режисьор.

## Биография
Роден е на 13 април 1927 година в Ница в семейството на театрални актьори. Следва в Парижката консерватория и се занимава с изобразително изкуство. Макар че играе отделни роли в киното, започва сериозно да се занимава с това от средата на 50-те години и става известен с участието си във филми като „Асансьор за ешафода“ („Ascenseur pour l'échafaud“, 1958), „Под яркото слънце“ („Plein soleil“, 1960), „Блуждаещ огън“ („Le feu follet“, 1963) и „Скандал“ („Le scandale“, 1967).
Морис Роне умира от рак на 14 март 1983 година в Париж.

## Избрана филмография
| Година | Филм                | Оригинално заглавие       | Роля            | Режисьор       |
| ------ | ------------------- | ------------------------- | --------------- | -------------- |
| 1958   | Асансьор за ешафода | Ascenseur pour l'échafaud | Жюлиен Таверние | Луи Мал        |
| 1959   | Кармен от Ронда     | Carmen la de Ronda        | Хосе            | Тулио Демичели |
| 1960   | Под яркото слънце   | Plein soleil              | Филип Гринлиф   | Рене Клеман    |
| 1963   | Блуждаещ огън       | Le feu follet             | Ален Леруа      | Луи Мал        |
| 1967   | Скандал             | Le scandale               | Пол             | Клод Шаброл    |
| 1969   | Басейнът            | La Piscine                | Хари Лание      | Жак Дере       |